# Chantal de Bruijn
Chantal de Bruijn (Schoonhoven, 13 februari 1976) is een Nederlands hockeyster. Zij speelde 127 officiële interlands (7 doelpunten) voor de Nederlandse hockeyploeg.
Haar debuut voor Oranje maakte De Bruijn op 21 augustus 2001 in het duel Nederland–Nieuw-Zeeland (6-0). De verdedigster speelde achtereenvolgens voor Shinty, Kampong en Amsterdam. Ze maakte deel uit van het team dat in 2004 de zilveren medaille won bij de Olympische Spelen.
Minke Booij · 
Ageeth Boomgaardt · 
Chantal de Bruijn · 
Mijntje Donners · 
Miek van Geenhuizen · 
Sylvia Karres · 
Lieve van Kessel · 
Fatima Moreira de Melo · 
Eefke Mulder · 
Lisanne de Roever · 
Maartje Scheepstra · 
Janneke Schopman · 
Clarinda Sinnige · 
Minke Smabers · 
Jiske Snoeks · 
Macha van der Vaart ·
Coach: Marc Lammers